# Westintegration
|  | Dieser Artikel wurde auf den Seiten der Qualitätssicherung des Projektes Politiker eingetragen. Hilf mit, ihn zu verbessern, und beteilige dich an der Diskussion! |

Unter Westintegration, auch Westbindung genannt, wird die Einbindung der 1949 als westlicher deutscher Teilstaat gegründeten Bundesrepublik in Verträge mit den westlichen Staaten verstanden. Mit diesen fielen außen-, sicherheits- und wirtschaftspolitische Entscheidungen. Die Westmächte verbanden zwei Ziele mit der Westintegration Deutschlands. Die Einbindung Deutschlands sollte einerseits der Sicherheit der westeuropäischen Staaten vor Deutschland dienen, das in der Vergangenheit eine Gefahr für seine Nachbarstaaten dargestellt hatte. Westdeutschland sollte andererseits einen Beitrag zur Sicherheit der westeuropäischen Staaten vor der Sowjetunion leisten, deren Truppen aufgrund des Warschauer Pakts an der Elbe standen. Mit den Pariser Verträgen 1955 war die Bundesrepublik schließlich in die westliche Staatengemeinschaft und in die atlantische Sicherheitsgemeinschaft integriert. Damit war ein erster Abschluss erreicht, der auf deutscher Seite von der Politik des Bundeskanzlers Konrad Adenauer geprägt worden war. Denn durch Adenauers Politik der Westbindung integrierte sich die Bundesrepublik nach 1949 in die politischen, ökonomischen und militärischen Bündnisse des Westens.
Besonders die außenpolitischen Weichen wurden erst nach starken innenpolitischen Auseinandersetzungen gestellt. Hierbei spielte das Thema der deutschen Teilung, die Bewahrung des Rechtes auf eine Wiedervereinigung mit anderen Teilen Deutschlands und das Verhältnis zur Sowjetunion eine besondere Rolle.
Im Wesentlichen gehören dazu folgende Verträge:
- Petersberger Abkommen (1949)
- Mitbegründung der Montanunion (1951)
- Anstreben einer Europäischen Verteidigungsgemeinschaft (letztlich gescheitert)
- Deutschlandvertrag (1955)
- Beitritt zur WEU (1955)
- Beitritt zur NATO (1955)
- Deutsch-französischer Freundschaftsvertrag (1963)

## Vorgeschichte
Die Truman-Doktrin vom März 1947 erklärte zum Anliegen der amerikanischen Politik, freie Völker zu unterstützen, wenn ihnen ein totalitäres Regime aufgezwungen zu werden drohte. Diese Doktrin war einer der ersten Meilensteine des Kalten Kriegs und sie markierte den Zerfall der alliierten Siegerkoalition des Zweiten Weltkriegs. Sie wurde während der Londoner Außenministerkonferenz veröffentlicht und machte klar, dass die amerikanische Politik, die seit einigen Monaten mit einer Eindämmung der sowjetischen Expansionspolitik das weitere Vordringen des Kommunismus in Europa zu verhindern suchte, nicht mehr auf eine „gesamtdeutsche Lösung“ unter Viermächtekontrolle abzielte, wie sie auf der Konferenz von Potsdam vereinbart worden war. Bereits auf der Außenministerkonferenz in Paris ein Jahr zuvor waren die amerikanischen und die sowjetischen Vorstellungen über ein künftiges Deutschland unvereinbar gewesen. Während die Sowjetunion einen zentralistisch organisierten Einheitsstaat vorsah, wünschte Amerika einen föderativen Aufbau Deutschlands.
Als 1949 die Bundesrepublik Deutschland gegründet wurde, bestanden bereits die Grundstrukturen des westlichen Bündnissystems. Dem europäischen Verteidigungspakt 1948 war 1949 die nordatlantische Verteidigungsgemeinschaft gefolgt, in der die Vereinigten Staaten von Amerika eine vertragliche Beistandsverpflichtung gegenüber Westeuropa übernommen hatten. Mit der OEEC, dem europäischen Gegenstück zum Marshallplan der USA, war 1948 eine Wirtschaftsorganisation für den Wiederaufbau des Westens geschaffen worden, in die die Westzonen Deutschlands bereits einbezogen waren. Der Europarat stellte seit 1949 den ersten Schritt in Richtung auf eine europäische Zusammenarbeit dar.

## Westpolitik der Bundesrepublik Deutschland
Die Westintegration der Bundesrepublik begann mit dem Beitritt zur OEEC am 31. Oktober 1949. Durch das Petersberger Abkommen vom 22. November 1949 wurde es der Bundesrepublik ermöglicht, sich in internationalen Organisationen zu beteiligen sowie der Internationalen Ruhrbehörde und dem Europarat beizutreten. Es erlaubte der Bundesrepublik mit den Staaten des Westens Konsular- und Handelsbeziehungen aufzubauen, durch welche die wirtschaftliche Lage erheblich verbessert wurde.
Die westalliierten Besatzungsmächte beendeten 1951 den Kriegszustand mit Deutschland jeweils durch eigene Erklärungen: Großbritannien als erste der drei Westmächte am 9. Juli, Frankreich am 13. Juli, die Vereinigten Staaten am 19. bzw. 24. Oktober 1951. Als letzte der Vier Mächte erklärte die Sowjetregierung ihn mit Wirkung für ganz Deutschland im Januar 1955 für beendet.
Die Bundesrepublik bekam durch Zoll- und Handelsabkommen (GATT) größere Freiheiten im Außenhandel. Frankreich startete Proteste gegen diese Freiheiten Deutschlands, was jedoch den Interessen der USA und England entgegenstand. Beide wollten ein Bollwerk gegen sowjetische Expansion errichten, weshalb Deutschland in den Westen integriert werden sollte. Die Pariser Verträge vom Herbst 1954 hoben schließlich das Besatzungsstatut auf.
Die wirtschaftliche Einbindung in Westeuropa ging also der politischen und militärischen Einbindung voraus. Nach dem Grundgesetz von 1949 wurde die Bundesrepublik Deutschland 1955 neben der militärischen Eingliederung souverän.

## Westintegration
Westintegration ist die Bezeichnung für die von Konrad Adenauer forcierte politische, wirtschaftliche und militärische Eingliederung der Bundesrepublik Deutschland in die Gemeinschaft der westeuropäischen Staaten und der USA. Denn Adenauer war der Überzeugung, dass die Bundesrepublik Deutschland nur an der Seite der Westmächte effektive Sicherheit gegenüber der UdSSR erlangen kann, damit Westdeutschland die Wandlung zu einem freiheitlich-demokratischen Staat vollziehen könne. Dabei bot der westdeutsche Bundeskanzler die Wiederbewaffnung als Tauschobjekt für die volle staatliche Souveränität an.
Wichtigste Stationen der Westintegration in der Nachkriegszeit waren die Bildung der Bizone und der Währungsreform (beides durch die USA und Großbritannien forciert), die Gründung der Bundesrepublik Deutschland, der Abschluss des Petersberger Abkommens zur Reduzierung der Demontagen (22. November 1949), die Bildung der Europäischen Gemeinschaft für Kohle und Stahl (Montanunion, 18. April 1951), die Vereinbarung einer Europäischen Verteidigungsgemeinschaft (EVG) und die gleichzeitige Unterzeichnung des Generalvertrags (Deutschlandvertrag, 26. Mai 1952), der die Westmächte zur friedlichen Wiedervereinigung Deutschlands (siehe Deutsche Wiedervereinigung 1990) verpflichtete. Die endgültige Westbindung erfolgte schließlich mit dem Beitritt zur erweiterten Westeuropäischen Union (WEU) und zum Nordatlantikpakt (NATO) am 9. Mai 1955. Die gelungene Westintegration, die durch mancherlei Vorleistungen seitens der Bundesregierung ermöglicht wurde (Vertrag über Wiedergutmachung mit Israel, Regulierung früherer Auslandsschulden, Beitritt zur Ruhrbehörde und zum Europarat, Saarstatut etc.), führte zu einer schrittweisen Wiedererlangung der staatlichen Souveränität, bis die Pariser Verträge vom 23. Oktober 1954 endgültig die alliierte Besatzungsherrschaft durch ihr Inkrafttreten am 5. Mai 1955 beendeten.